# Beishi
Il Beishi è fiume che scorre a nord di Taiwan. Attraversa per 50 km le contee di Taipei e di Yilan.
È uno degli affluenti del fiume Xindian, nel quale si immette dopo essersi unito al Nanshi in un quartiere della città di Xindian.